# Infanzia, vocazione e prime esperienze di Giacomo Casanova, veneziano
Infanzia, vocazione e prime esperienze di Giacomo Casanova, veneziano è un film del 1969 diretto da Luigi Comencini.

## Trama
Giacomo Casanova dopo un'infanzia infelice e l'inizio di attività ecclesiastica a Venezia, diventato abate, abbandona la vocazione per l'amore di una contessina. I suoi sogni di fuggire con lei si infrangono quando comprende che non desidera avere legami e inizia la sua vita di vagabondo dell'amore.